# Æthelberht d'York
Pour les articles homonymes, voir Ethelbert.
Æthelberht ou Ælberht est un archevêque d'York du VIIIe siècle, mort le 8 novembre 779 ou 780.

## Sources
La biographie d'Æthelberht est principalement connue grâce à Versus de Patribus Regibus et de Sanctis et Pontificibus Ecclesiæ Eboracensis, un poème sur les évêques et saints d'York rédigé par le moine Alcuin, élève et ami proche d'Æthelberht. Alcuin le décrit comme un archevêque modèle et un exemple à suivre.

## Biographie
Æthelberht appartient à la famille de son prédécesseur Ecgberht, le frère du roi Eadberht de Northumbrie. Placé dans un monastère à un jeune âge par sa famille, il étudie à l'école fondée à York par Ecgberht. Une fois ses études achevées, ce dernier l'ordonne prêtre et lui confie la gestion de l'école. Æthelberht joue un rôle important dans la création d'une bibliothèque à York. Il voyage beaucoup afin de rassembler des livres, et se rend notamment à Rome. À York, il enseigne le trivium et le quadrivium, ainsi que le calcul des dates des fêtes mobiles et les sciences naturelles.
Æthelberht succède à Egbert comme archevêque d'York en 766. Il est sacré le 24 avril 766 ou 767, le jour de la Saint-Wilfrid, peut-être un choix délibéré de sa part, qui témoignerait de son ambition. Le pape Adrien Ier lui envoie son pallium en 773. Æthelberht charge Alcuin et Eanbald de superviser la reconstruction de la cathédrale d'York, détruite par un incendie en 741. Il envoie des missionnaires évangéliser les païens du continent, parmi lesquels Alubert et Liudger, qui se rendent dans le Nord de l'Allemagne. En 774, un concile réuni par Æthelberht dépose le roi Alhred et l'exile chez les Pictes. Son successeur, Æthelred, est à son tour déposé quatre ans plus tard et remplacé par Ælfwald, un membre de la famille de l'archevêque. Dans les deux cas, il est possible que les rois déposés se soient attiré l'inimitié d'Æthelberht, qui aurait réagi en conséquence.
Æthelberht abdique quelque temps avant sa mort, en 777 ou en 778, en faveur d'Eanbald. Il est possible qu'il soit resté en poste jusqu'à sa mort, et qu'il se soit contenté d'associer Eanbald au pouvoir. Durant les dernières années de sa vie, il fait construire une nouvelle église à York, dédiée à Alma Sophia. Il meurt le 8 novembre 779 ou 780, dix jours après la consécration de cette église,.